# Xandros
Xandros Linux – komercyjna, przeznaczona na komputery stacjonarne i netbooki (takie jak ASUS Eee PC) dystrybucja Linuksa oparta na systemie Debian.
Jej pierwsza wersja bazowała na Corel LINUX OS i jest kontynuacją Corel Desktop.
Zaletą systemu Xandros Linux może być bardzo czytelny instalator, a także przyjazna obsługa dla użytkownika migrującego z systemu Windows XP – nietrudno zauważyć podobieństwo interfejsu Xandrosa do tego znanego z systemów rodziny Windows.
Xandros oferuje kilka autorskich dodatków, niedostępnych w innych dystrybucjach:
- Menadżer pobierania i aktualizacji oprogramowania – Xandros Networks – zintegrowany ze sklepem, w którym można nabyć m.in. Crossover Linux (program do łatwego uruchamiania programów spod Windows),
- Xandros Security Suite (XSS) to aplikacja służąca do graficznej konfiguracji zapory sieciowej, antywirusa oraz aktualizacji bezpieczeństwa.

System oferuje również ulepszoną integrację z siecią Windows Networks, graficzne zarządzanie zasobami NFS/SAMBA oraz łatwego w konfiguracji klienta VPN.
System Xandros przyjął światową klasyfikację pomocy technicznej.